# Juan III de Portugal
Juan III de Avis, apodado «el Piadoso» (Lisboa, 7 de junio de 1502 - Lisboa, 11 de junio de 1557), fue rey de Portugal. Sucedió en el trono a su padre, Manuel I el Afortunado.
Era hijo del rey Manuel I y de la reina María de Aragón, cuarta hija de los Reyes Católicos. Juan ascendió al trono en 1521 a la edad de 19 años, convirtiéndose en rey del imperio portugués, con todo su poder mercantil y colonial. La capital del imperio, Lisboa, ocupaba una posición muy destacada en el campo del comercio. Durante su reinado, las posesiones portuguesas se expandieron en Asia y por la colonización de Brasil. La política de Juan III reforzó las posiciones en India (como en el caso de Goa), asegurando el monopolio portugués en el comercio de las especias.
Fue con Juan III cuando Portugal se convirtió en el primer país europeo en establecer relaciones con China, tiempos de la dinastía Ming, y con Japón, tiempos del período Muromachi de Nanban. Juan abandonó los territorios musulmanes del norte de África en favor del comercio con la India y de las inversiones en Brasil. También intensificó los contactos con la región del Báltico y la zona del Rin, esperando aumentar así la capacidad de comercio de Portugal.
Fue el responsable de la evangelización del lejano este y de Brasil, en parte gracias a la introducción en la zona de las misiones de los jesuitas. El último año de reinado de Juan, Portugal cayó en un estancamiento que caracterizó el reinado de su nieto y heredero, Sebastián, que se convirtió en rey al morir Juan en 1557.

## Infancia
El príncipe Juan era el segundo hijo de Manuel I. Su nacimiento se celebró con una de las obras maestras del teatro portugués: el Auto de la visitación o Monólogo del vaquero del autor Gil Vicente. La obra se presentó en la habitación de la reina.
Fue declarado heredero al trono en 1503 y recibió educación de diversos notables de la época, incluyendo al astrólogo Tomás de Torres y al obispo de Viseu, Diogo de Ortiz. Otro de sus maestros fue Luis Teixeira, un humanista educado en Italia. En 1514, Juan recibió su propia casa y unos pocos años más tarde empezó a ayudar a su padre en las labores administrativas.

## Matrimonio y descendencia
En la ciudad de Salamanca, el 5 de febrero de 1525, se casó con su prima Catalina de Austria, hija pequeña de Juana I de Castilla, siendo Juan III hermano de la que sería la esposa de Carlos I de España, Isabel de Portugal. Fruto de su matrimonio nacieron nueve hijos:
- Alfonso (24 de febrero de 1526 - 12 de abril de 1526), príncipe heredero que murió a los pocos meses de nacer.
- María Manuela (n. 15 de octubre de 1527 - m. 12 de julio de 1545), que se casó con Felipe II de España, su primo.
- Isabel (28 de abril de 1529 - 22 de mayo de 1530).
- Beatriz (15 de febrero de 1530 - 16 de marzo de 1530).
- Manuel (1 de noviembre de 1531 - 14 de abril de 1537), proclamado heredero en 1535.
- Felipe (25 de marzo de 1533 - 29 de abril de 1539), proclamado heredero en 1537.
- Dionisio (26 de abril de 1535 - 1 de enero de 1537). A su muerte se vistió de luto la corte portuguesa, que apenas cuatro meses más tarde se volvería a vestir de negro por la muerte de su hermano mayor, Manuel, el príncipe heredero.
- Juan Manuel (3 de junio de 1537 - 2 de enero de 1554), príncipe de Portugal, proclamado heredero en 1539. Fue el padre de quien acabaría por heredar el trono portugués, el futuro rey Sebastián I.
- Antonio (9 de marzo de 1539 - 20 de enero de 1540).

Aparte de estos hijos, Juan III tuvo un hijo ilegítimo:
- Eduardo o Duarte, arzobispo de Braga.

## Años de reinado
El 19 de diciembre de 1521 fue coronado y aclamado en Lisboa, en la iglesia de Santo Domingo, iniciando así un reinado de treinta y seis años, caracterizado por la intensa actividad política interna y externa, y especialmente por las relaciones con otros estados europeos.
Juan III continuó centralizando los poderes absolutistas de sus predecesores. Llamó a las Cortes solo tres veces y con grandes intervalos: 1525 en Torres Novas, 1535 en Évora, y 1544 en Almeirim. Intentó también reestructurar la vida judicial y administrativa de su reino.

## Declive

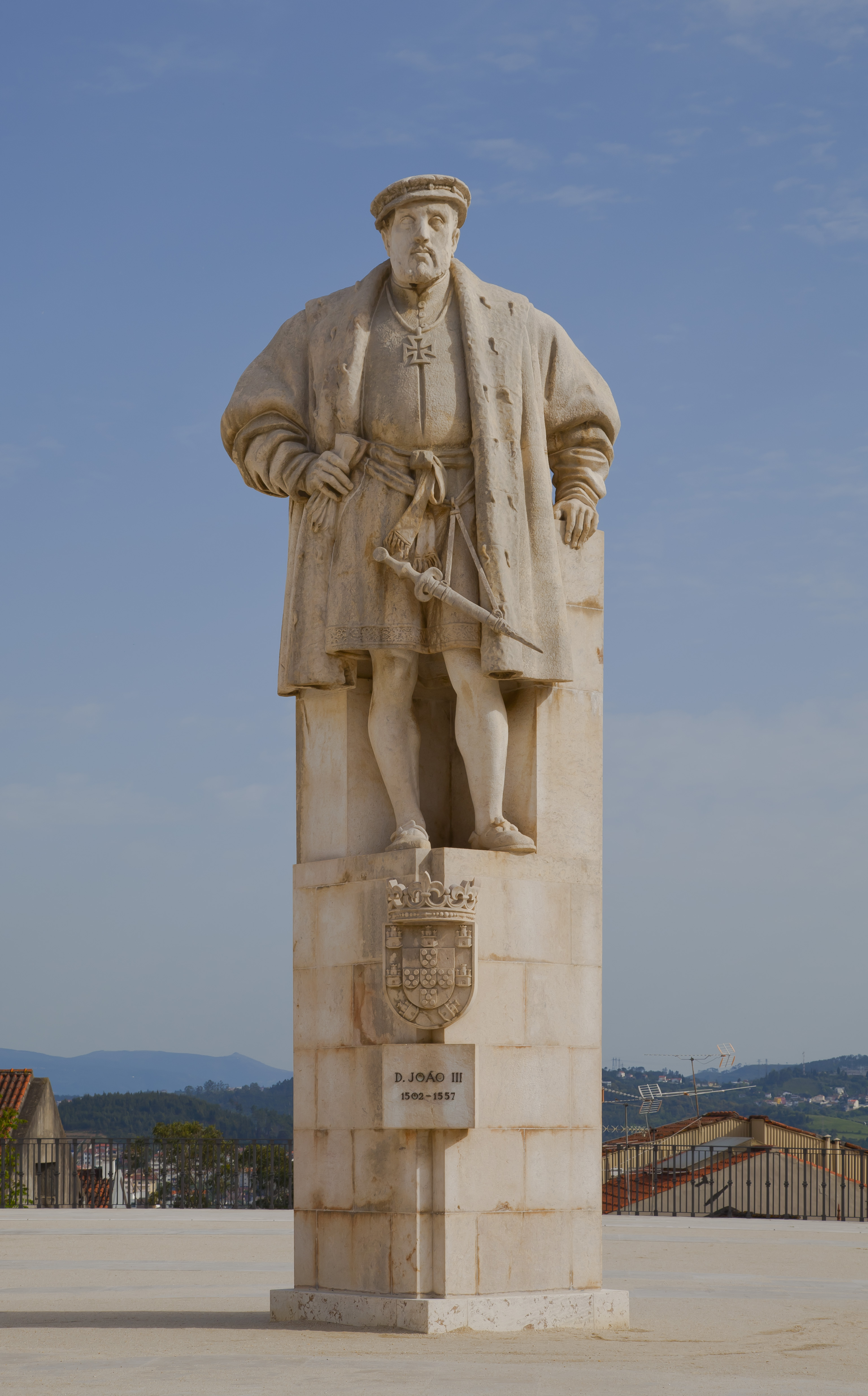
Estatua de Juan III de Portugal, Universidad de Coímbra, Portugal.

Hacia el final del reinado de Juan III, Portugal entró en un periodo de crisis económica, social y política, resultado del menguante poder portugués. 

### Presiones económicas
El extenso y disperso imperio portugués resultaba caro y complicado de administrar y estaba asociado a una importante deuda externa y a un déficit comercial. Los intereses portugueses en la India se volvieron más caóticos bajo la débil administración de sus ambiciosos gobernantes. Los fallos en la administración llevaron al declive del monopolio del comercio portugués.
Durante el reinado de Juan III, algunos de los gobernadores de la región fueron Vasco da Gama, Nuno da Cunha o João de Castro.

### La compañía de Jesús y el conflicto social
El establecimiento de la compañía de Jesús en 1534, aprobado por el papa Paulo III, y la introducción de la Inquisición en 1536, resultado de la política religiosa del rey, fueron también causa de la crisis económica del país. Juan estaba tan entusiasmado por la introducción de la Inquisición que gastó enormes cantidades de oro en embajadas al papa. Mientras que el papel de la Compañía de Jesús en la evangelización de las tierras de ultramar era destacable, en Portugal la Compañía tuvo un impacto devastador, drenando oro del imperio, ofrecido por el propio rey, con el fin de construir numerosos edificios religiosos. Los jesuitas propiciaron también un ambiente de inestabilidad entre algunas partes de la nobleza, la mayoría de las órdenes religiosas existente y en las universidades que la veían como un rival. Finalmente, el impacto directo de la Inquisición en la economía portuguesa estuvo en parte relacionado con la persecución religiosa de numerosos mercaderes judíos, que fueron asesinados o que huyeron del país.

### Presiones militares
El imperio de ultramar estaba amenazado por los turcos, tanto en el océano Índico como en el norte de África, por lo que Portugal empezó a gastar más dinero en defensa y en fortificaciones. En el otro lado de África, en el océano Atlántico, los barcos portugueses sufrían los continuos ataques de los piratas; además, los franceses establecieron una colonia en Brasil, creando otro frente para Portugal. Los franceses se aliaron con los nativos contra los portugueses y se utilizaron intervenciones políticas. 
Durante el primer año del reinado de Juan III, las exploraciones continuaron y los portugueses llegaron hasta China y Japón; sin embargo, este logro se vio deslucido especialmente en la India donde los ataques se volvieron más frecuentes consecuencia de las presiones del Imperio otomano bajo el mando de Solimán el Magnífico, quien ya había conquistado en 1526 el reino de Hungría. Los gastos para defender los intereses en India fueron enormes y, para costearlos, Juan III abandonó algunas de las plazas del norte de África (Safim, Azemmour y Arzila).

## Relaciones internacionales
Por lo que respecta a las relaciones internacionales, el reinado de Juan III se caracterizó por la diplomacia. Con España, realizó alianza a través de los matrimonios para asegurar la paz en la península ibérica. Sin embargo, el matrimonio entre los miembros de la familia real portuguesa y la española fueron tal vez uno de los factores de la frágil salud de sus descendientes, incluido su nieto, el futuro rey Sebastián I.
Juan III permaneció neutral durante la guerra que enfrentó a Francia con España, pero repelió con firmeza los ataques de los piratas franceses. Estrechó las relaciones con Roma introduciendo la Inquisición en Portugal y con la adhesión del clero portugués a la Contrarreforma. Las buenas relaciones con la Iglesia católica permitieron que Juan nombrara a quien quisiera para los puestos eclesiásticos destacados del país; sus hermanos, Enrique y Alfonso, se convirtieron en cardenales, y su hijo natural, Duarte, fue nombrado arzobispo de Braga.
Las relaciones comerciales se intensificaron con Inglaterra, los países del Báltico y con Flandes. Portugal fue también el primer país europeo en entrar en contacto con China y Japón. China ofreció Macao a los portugueses, y Portugal se hizo con el control de las principales rutas comerciales del área. En el sur, los portugueses continuaron con su actitud hostil contra los líderes insurgentes musulmanes de la India. En las Molucas, Juan consiguió una importante victoria política, asegurando el control del área frente a las reclamaciones españolas.

## Cultura
Juan III apoyó la causa humanista de forma destacada. En literatura mostró su apoyo a Gil Vicente, Fernão Mendes Pinto, João de Barros y Luis de Camões. En las ciencias, recibieron su favor Pedro Nunes y Garcia de Orta.
Trasladó la universidad desde Lisboa a Coímbra en 1537 y se encargó de dotarla de unas condiciones excelentes. Sin embargo, la importancia de la Universidad de Coímbra quedó minimizada con la instauración de la Compañía de Jesús. Esta compañía fundó colegios y extendió la educación por todo el país pero, por otra parte, creó una destacada inestabilidad en la educación optando muchas veces por una posición conservadora frente a la modernización, tomando como rival a la Universidad de Coímbra. La Inquisición arrestó también a numerosos maestros destacados y censuró nuevas ideas como el erasmismo.
Destaca también el apoyo que dio el rey Juan a los misioneros en el Nuevo Mundo, Asia y África.

## Inquisición
Juan III introdujo la Inquisición en Portugal en 1536. Al igual que en España, la Inquisición quedó bajo la autoridad del rey. El gran inquisidor era designado por el papa después de que el rey lo eligiera, siempre entre los miembros de la familia real. El gran inquisidor era el encargado de nombrar a los otros inquisidores. El primer gran inquisidor portugués fue el cardenal Enrique, que más tarde se convirtió en rey. Existían tribunales de la Inquisición en Lisboa, Coímbra y Évora. En 1560 la Inquisición se estableció en Goa; gracias a sus intervenciones, la demografía de Goa cambió para siempre.
La actividad de los tribunales se amplió a la censura de los libros, la adivinación, la brujería y la bigamia durante su reinado. La censura de los libros tuvo una destacada influencia en la evolución cultural portuguesa, manteniendo al país en un retraso cultural. Orientada en un principio para actuaciones religiosas, la Inquisición terminó influyendo en casi todos los aspectos de la sociedad portuguesa: la política, la cultura y la sociedad.

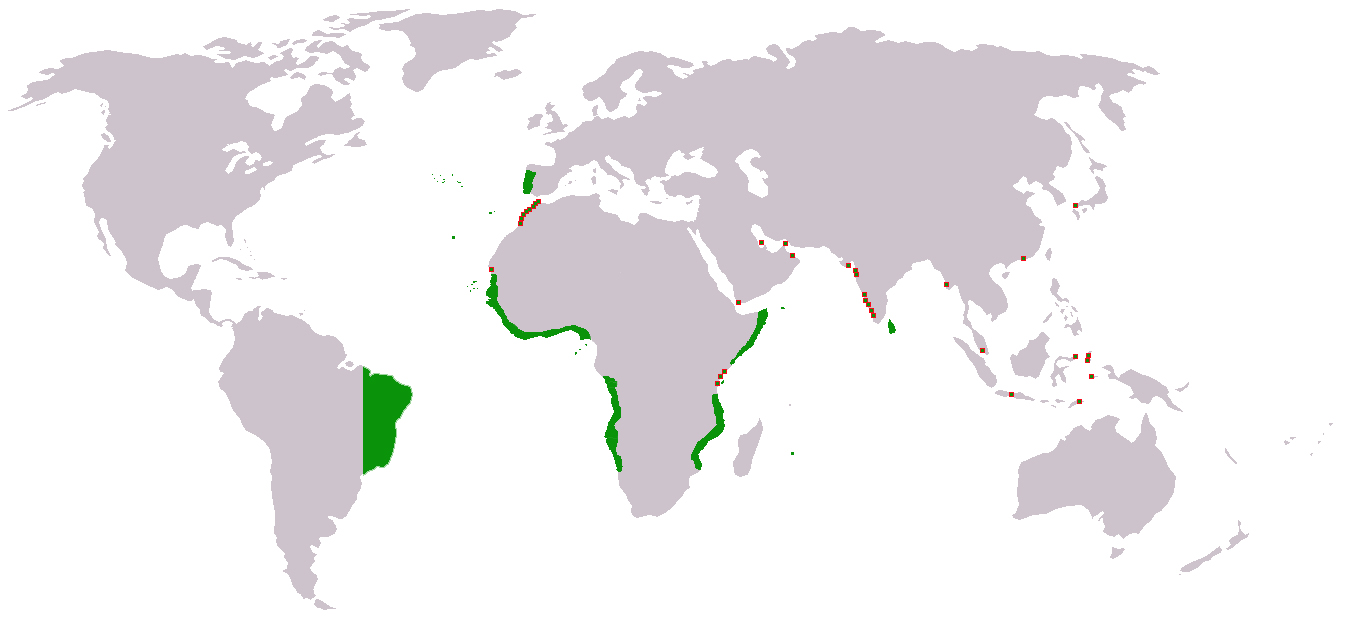
El imperio portugués durante el reinado de Juan III.

## El Imperio portugués bajo Juan III

### África

#### Relaciones luso-africanas
En los tiempos de Juan III, el comercio entre los portugueses y los africanos fue extremadamente intenso en las feitorias como Arguin, San Jorge de la Mina, Mombasa, Sofala o Mozambique. «Los productos más comunes fueron la sal, harina, caballos, alfombras, telas, ropajes ingleses e irlandeses, cuchillas y estaño para los nativos africanos; monedas, cobre o vasos de estaño, conchas de la Islas Canarias que los etiópes llevaban al cuello como amuletos contra los rayos, y abalorios verdes y amarillos de Núremberg» (Basilio Vasconcelos, Itinerario de Jerónimo Münzer, 1932) a cambio de oro, esclavos y marfil comprado por los portugueses.
Durante su reinado se iniciaron diversas expediciones que partieron desde la costa africana al interior del continente. Estas expediciones estaban formadas por grupos de navegantes, comerciantes, aventureros y misioneros. Las misiones en África las estableció el Colegio de Artes de Coímbra. Su objetivo era incrementar el dominio del rey, desarrollar relaciones pacíficas y cristianizar a la población nativa.

#### Defensa y abandono de las posiciones en el norte de África
Juan III rechazó abandonar todas las plazas fuertes portuguesas en el norte de África. Abandonó Safim (actual Safi) y Azemmour en 1541, seguidas de Arzila y Alcácer Ceguer (Alcazarseguir) en 1549. Las fortalezas de Ceuta, Tánger y Mazagán fueron reforzadas para resistir los ataques de los enemigos marroquíes.
La necesidad de nutrir el ejército y la flota con nuevos efectivos hizo que Juan III ordenase el 7 de agosto de 1549 que todo varón entre los 20 y los 65 años era reclutable.

### Asia

#### Relaciones luso-asiáticas
Antes de la llegada al trono de Juan III, los portugueses habían llegado a Siam (1511), las Molucas (1512), el litoral chino (1513), Cantón (1517 y Timor (1515). Durante su reinado, los portugueses llegaron a Japón y, al final de su reinado, Macao fue ofrecido a Portugal.

#### Defensa
Puesto que los musulmanes y otros pueblos rebeldes atacaban constantemente a los barcos portugueses, y puesto que la India estaba demasiado lejos de Portugal, a Juan III se le hizo realmente difícil asegurar los dominios portugueses en la zona. Un virrey, un gobernador general con importantes poderes, se establecieron en la zona pero no fue suficiente. Los portugueses crearon feitorias- plazas fuertes comerciales- con el objetivo inicial de establecer un dominio comercial en la región.
La hostilidad mostrada por numerosos reinos indios, y las alianzas entre los sultanes y los zamorinos, obligaron a los europeos a establecer un estado soberano. Por eso los portugueses ocuparon militarmente algunas ciudades clave de la costa india y Goa (1512) se convirtió en el cuartel general del Imperio portugués del este. Goa se convirtió en el punto de partida para la introducción de los valores religiosos y culturales europeos en la India. Se construyeron iglesias, escuelas y hospitales.

#### Llegada a Japón
Los portugueses llegaron a Japón en 1543. Japón era conocido en Portugal desde tiempos de Marco Polo que le llamó Cipango. No se sabe con exactitud quién fue el primer portugués que llegó a las costas niponas. Algunos estudiosos dicen que fue el escritor Fernão Mendes Pinto mientras que otros se lo atribuyen a los navegantes Antonio Peixoto o Francisco Zeimoto. Los comerciantes portugueses empezaron a negociar con Japón a principios de 1550. En aquel momento, el negocio con Japón se convirtió en monopolio portugués.

#### Molucas
Después del viaje de Fernando de Magallanes, los castellanos reclamaron como propias las Islas Molucas. En 1542, una conferencia de expertos (cartógrafos, cosmógrafos, pilotos, etc.) se reunió para resolver la disputa provocada por la dificultad de determinar el meridiano establecido en el Tratado de Tordesillas.
La disputa finalizó en 1529 mediante el Tratado de Zaragoza, firmado por Juan III y Carlos I de España, Los portugueses pagaron 350 000 ducados de oro a España para asegurar su presencia en las islas.

#### Macao
En 1553, Leonel de Sousa obtuvo autorización portuguesa para establecerse en Cantón y en Macao. Más tarde, Macao fue ofrecido a Juan III como recompensa por la ayuda portuguesa contra la piratería marítima entre 1557 y 1564.

### Brasil

#### Comercio en Brasil
Durante el año que siguió al descubrimiento de Brasil, los portugueses solo se quedaron con un determinado tipo de madera brasileña, muy apreciada en Europa, y con los pájaros exóticos. 
Durante el reinado de Juan III y tras la colonización inicial, los exploradores portugueses intensificaron la búsqueda de la madera e iniciaron el cultivo de la caña de azúcar y de bananas. Estos productos no existían en América.
Brasil carecía de una numerosa población nativa, por lo que Portugal empezó a llevar a la zona esclavos africanos. Los primeros esclavos llegaron en 1539 y procedían de Guinea. Algunos trabajaron en los campos de azúcar pero la mayoría trabajó en la explotación de la madera.

#### Colonización
Durante el reinado de Juan III fue cuando se inició la colonización de Brasil. Juan era un entusiasta del Nuevo Mundo y fue el primer monarca europeo que prestó especial atención a la nueva tierra. El territorio se dividió en 15 capitanías que quedaron al mando de capitanes que tenían la obligación de defenderlas, poblarlas y explotar sus recursos.
El primer gobernador general nombrado por Juan III fue Tomé de Sousa, quien en 1549 fundó la ciudad de Salvador.

## Ancestros
| \| \| \| \| \| \| \| \| \| \| \| \| \| \| \| \| \| \| \| \| 16. Juan I de Portugal \| \| \| \| \| \| \| \| \| \| \| \| \| \| \| \| \| \| \| \| \| \| \| \| \| \| \| \| \| \| \| \| \| \| \| \| \| \| \| \| \| \| \| \| \| \| \| \| \| \| \| \| \| \| 8. Eduardo I de Portugal \| \| \| \| \| \| \| \| \| \| \| \| \| \| \| \| \| \| \| \| \| \| \| \| \| \| \| \| \| \| \| \| \| \| \| \| \| \| \| \| \| \| \| \| \| \| \| \| \| \| \| \| \| \| 17. Felipa de Lancaster \| \| \| \| \| \| \| \| \| \| \| \| \| \| \| \| \| \| \| \| \| \| \| \| \| \| \| \| \| \| \| \| \| \| \| \| \| \| \| \| \| \| \| \| \| \| \| \| \| \| \| \| \| \| 4. Fernando de Portugal, duque de Viseu \| \| \| \| \| \| \| \| \| \| \| \| \| \| \| \| \| \| \| \| \| \| \| \| \| \| \| \| \| \| \| \| \| \| \| \| \| \| \| \| \| \| \| \| \| \| \| \| \| \| \| \| \| \| 18. Fernando I de Aragón \| \| \| \| \| \| \| \| \| \| \| \| \| \| \| \| \| \| \| \| \| \| \| \| \| \| \| \| \| \| \| \| \| \| \| \| \| \| \| \| \| \| \| \| \| \| \| \| \| \| \| \| \| \| 9. Leonor de Aragón \| \| \| \| \| \| \| \| \| \| \| \| \| \| \| \| \| \| \| \| \| \| \| \| \| \| \| \| \| \| \| \| \| \| \| \| \| \| \| \| \| \| \| \| \| \| \| \| \| \| \| \| \| \| 19. Leonor de Alburquerque \| \| \| \| \| \| \| \| \| \| \| \| \| \| \| \| \| \| \| \| \| \| \| \| \| \| \| \| \| \| \| \| \| \| \| \| \| \| \| \| \| \| \| \| \| \| \| \| \| \| \| \| \| \| 2. Manuel I de Portugal \| \| \| \| \| \| \| \| \| \| \| \| \| \| \| \| \| \| \| \| \| \| \| \| \| \| \| \| \| \| \| \| \| \| \| \| \| \| \| \| \| \| \| \| \| \| \| \| \| \| \| \| \| \| 20. Juan I de Portugal (=16) \| \| \| \| \| \| \| \| \| \| \| \| \| \| \| \| \| \| \| \| \| \| \| \| \| \| \| \| \| \| \| \| \| \| \| \| \| \| \| \| \| \| \| \| \| \| \| \| \| \| \| \| \| \| 10. Juan de Portugal \| \| \| \| \| \| \| \| \| \| \| \| \| \| \| \| \| \| \| \| \| \| \| \| \| \| \| \| \| \| \| \| \| \| \| \| \| \| \| \| \| \| \| \| \| \| \| \| \| \| \| \| \| \| 21. Felipa de Lancaster (=17) \| \| \| \| \| \| \| \| \| \| \| \| \| \| \| \| \| \| \| \| \| \| \| \| \| \| \| \| \| \| \| \| \| \| \| \| \| \| \| \| \| \| \| \| \| \| \| \| \| \| \| \| \| \| 5. Beatriz de Portugal \| \| \| \| \| \| \| \| \| \| \| \| \| \| \| \| \| \| \| \| \| \| \| \| \| \| \| \| \| \| \| \| \| \| \| \| \| \| \| \| \| \| \| \| \| \| \| \| \| \| \| \| \| \| 22. Alfonso I de Braganza \| \| \| \| \| \| \| \| \| \| \| \| \| \| \| \| \| \| \| \| \| \| \| \| \| \| \| \| \| \| \| \| \| \| \| \| \| \| \| \| \| \| \| \| \| \| \| \| \| \| \| \| \| \| 11. Isabel de Barcelos \| \| \| \| \| \| \| \| \| \| \| \| \| \| \| \| \| \| \| \| \| \| \| \| \| \| \| \| \| \| \| \| \| \| \| \| \| \| \| \| \| \| \| \| \| \| \| \| \| \| \| \| \| \| 23. Beatriz Pereira de Alvim \| \| \| \| \| \| \| \| \| \| \| \| \| \| \| \| \| \| \| \| \| \| \| \| \| \| \| \| \| \| \| \| \| \| \| \| \| \| \| \| \| \| \| \| \| \| \| \| \| \| \| \| \| \| 1. Juan III de Portugal \| \| \| \| \| \| \| \| \| \| \| \| \| \| \| \| \| \| \| \| \| \| \| \| \| \| \| \| \| \| \| \| \| \| \| \| \| \| \| \| \| \| \| \| \| \| \| \| \| \| \| \| \| \| 24. Fernando I de Aragón \| \| \| \| \| \| \| \| \| \| \| \| \| \| \| \| \| \| \| \| \| \| \| \| \| \| \| \| \| \| \| \| \| \| \| \| \| \| \| \| \| \| \| \| \| \| \| \| \| \| \| \| \| \| 12. Juan II de Aragón \| \| \| \| \| \| \| \| \| \| \| \| \| \| \| \| \| \| \| \| \| \| \| \| \| \| \| \| \| \| \| \| \| \| \| \| \| \| \| \| \| \| \| \| \| \| \| \| \| \| \| \| \| \| 25. Leonor de Castilla \| \| \| \| \| \| \| \| \| \| \| \| \| \| \| \| \| \| \| \| \| \| \| \| \| \| \| \| \| \| \| \| \| \| \| \| \| \| \| \| \| \| \| \| \| \| \| \| \| \| \| \| \| \| 6. Fernando II de Aragón \| \| \| \| \| \| \| \| \| \| \| \| \| \| \| \| \| \| \| \| \| \| \| \| \| \| \| \| \| \| \| \| \| \| \| \| \| \| \| \| \| \| \| \| \| \| \| \| \| \| \| \| \| \| 26. Fadrique Enríquez \| \| \| \| \| \| \| \| \| \| \| \| \| \| \| \| \| \| \| \| \| \| \| \| \| \| \| \| \| \| \| \| \| \| \| \| \| \| \| \| \| \| \| \| \| \| \| \| \| \| \| \| \| \| 13. Juana Enríquez \| \| \| \| \| \| \| \| \| \| \| \| \| \| \| \| \| \| \| \| \| \| \| \| \| \| \| \| \| \| \| \| \| \| \| \| \| \| \| \| \| \| \| \| \| \| \| \| \| \| \| \| \| \| 27. Marina Fernández de Córdoba \| \| \| \| \| \| \| \| \| \| \| \| \| \| \| \| \| \| \| \| \| \| \| \| \| \| \| \| \| \| \| \| \| \| \| \| \| \| \| \| \| \| \| \| \| \| \| \| \| \| \| \| \| \| 3. María de Aragón \| \| \| \| \| \| \| \| \| \| \| \| \| \| \| \| \| \| \| \| \| \| \| \| \| \| \| \| \| \| \| \| \| \| \| \| \| \| \| \| \| \| \| \| \| \| \| \| \| \| \| \| \| \| 28. Enrique III de Castilla \| \| \| \| \| \| \| \| \| \| \| \| \| \| \| \| \| \| \| \| \| \| \| \| \| \| \| \| \| \| \| \| \| \| \| \| \| \| \| \| \| \| \| \| \| \| \| \| \| \| \| \| \| \| 14. Juan II de Castilla \| \| \| \| \| \| \| \| \| \| \| \| \| \| \| \| \| \| \| \| \| \| \| \| \| \| \| \| \| \| \| \| \| \| \| \| \| \| \| \| \| \| \| \| \| \| \| \| \| \| \| \| \| \| 29. Catalina de Lancaster \| \| \| \| \| \| \| \| \| \| \| \| \| \| \| \| \| \| \| \| \| \| \| \| \| \| \| \| \| \| \| \| \| \| \| \| \| \| \| \| \| \| \| \| \| \| \| \| \| \| \| \| \| \| 7. Isabel I de Castilla \| \| \| \| \| \| \| \| \| \| \| \| \| \| \| \| \| \| \| \| \| \| \| \| \| \| \| \| \| \| \| \| \| \| \| \| \| \| \| \| \| \| \| \| \| \| \| \| \| \| \| \| \| \| 30. Juan de Portugal (=10) \| \| \| \| \| \| \| \| \| \| \| \| \| \| \| \| \| \| \| \| \| \| \| \| \| \| \| \| \| \| \| \| \| \| \| \| \| \| \| \| \| \| \| \| \| \| \| \| \| \| \| \| \| \| 15. Isabel de Portugal y Braganza \| \| \| \| \| \| \| \| \| \| \| \| \| \| \| \| \| \| \| \| \| \| \| \| \| \| \| \| \| \| \| \| \| \| \| \| \| \| \| \| \| \| \| \| \| \| \| \| \| \| \| \| \| \| 31. Isabel de Barcelos (=11) \| \| \| \| \| \| \| \| \| \| \| \| \| \| \| \| \| \| \| \| \| \| \| \| \| \| \| \| \| \| \| \| \| \| \| \| \| \| \| \| \| \| \| \| \| \| \| \| \| \| \| \| |                                         |  |  |  |  |  |  |  |  |  |  |  |  |  |  |  |
| |                                         |  |  |  |  |  |  |  |  |  |  |  |  |  |  |  |
| | 16. Juan I de Portugal                  |  |  |  |  |  |  |  |  |  |  |  |  |  |  |  |
| |                                         |  |  |  |  |  |  |  |  |  |  |  |  |  |  |  |
| |                                         |  |  |  |  |  |  |  |  |  |  |  |  |  |  |  |
| | 8. Eduardo I de Portugal                |  |  |  |  |  |  |  |  |  |  |  |  |  |  |  |
| |                                         |  |  |  |  |  |  |  |  |  |  |  |  |  |  |  |
| |                                         |  |  |  |  |  |  |  |  |  |  |  |  |  |  |  |
| | 17. Felipa de Lancaster                 |  |  |  |  |  |  |  |  |  |  |  |  |  |  |  |
| |                                         |  |  |  |  |  |  |  |  |  |  |  |  |  |  |  |
| |                                         |  |  |  |  |  |  |  |  |  |  |  |  |  |  |  |
| | 4. Fernando de Portugal, duque de Viseu |  |  |  |  |  |  |  |  |  |  |  |  |  |  |  |
| |                                         |  |  |  |  |  |  |  |  |  |  |  |  |  |  |  |
| |                                         |  |  |  |  |  |  |  |  |  |  |  |  |  |  |  |
| | 18. Fernando I de Aragón                |  |  |  |  |  |  |  |  |  |  |  |  |  |  |  |
| |                                         |  |  |  |  |  |  |  |  |  |  |  |  |  |  |  |
| |                                         |  |  |  |  |  |  |  |  |  |  |  |  |  |  |  |
| | 9. Leonor de Aragón                     |  |  |  |  |  |  |  |  |  |  |  |  |  |  |  |
| |                                         |  |  |  |  |  |  |  |  |  |  |  |  |  |  |  |
| |                                         |  |  |  |  |  |  |  |  |  |  |  |  |  |  |  |
| | 19. Leonor de Alburquerque              |  |  |  |  |  |  |  |  |  |  |  |  |  |  |  |
| |                                         |  |  |  |  |  |  |  |  |  |  |  |  |  |  |  |
| |                                         |  |  |  |  |  |  |  |  |  |  |  |  |  |  |  |
| | 2. Manuel I de Portugal                 |  |  |  |  |  |  |  |  |  |  |  |  |  |  |  |
| |                                         |  |  |  |  |  |  |  |  |  |  |  |  |  |  |  |
| |                                         |  |  |  |  |  |  |  |  |  |  |  |  |  |  |  |
| | 20. Juan I de Portugal (=16)            |  |  |  |  |  |  |  |  |  |  |  |  |  |  |  |
| |                                         |  |  |  |  |  |  |  |  |  |  |  |  |  |  |  |
| |                                         |  |  |  |  |  |  |  |  |  |  |  |  |  |  |  |
| | 10. Juan de Portugal                    |  |  |  |  |  |  |  |  |  |  |  |  |  |  |  |
| |                                         |  |  |  |  |  |  |  |  |  |  |  |  |  |  |  |
| |                                         |  |  |  |  |  |  |  |  |  |  |  |  |  |  |  |
| | 21. Felipa de Lancaster (=17)           |  |  |  |  |  |  |  |  |  |  |  |  |  |  |  |
| |                                         |  |  |  |  |  |  |  |  |  |  |  |  |  |  |  |
| |                                         |  |  |  |  |  |  |  |  |  |  |  |  |  |  |  |
| | 5. Beatriz de Portugal                  |  |  |  |  |  |  |  |  |  |  |  |  |  |  |  |
| |                                         |  |  |  |  |  |  |  |  |  |  |  |  |  |  |  |
| |                                         |  |  |  |  |  |  |  |  |  |  |  |  |  |  |  |
| | 22. Alfonso I de Braganza               |  |  |  |  |  |  |  |  |  |  |  |  |  |  |  |
| |                                         |  |  |  |  |  |  |  |  |  |  |  |  |  |  |  |
| |                                         |  |  |  |  |  |  |  |  |  |  |  |  |  |  |  |
| | 11. Isabel de Barcelos                  |  |  |  |  |  |  |  |  |  |  |  |  |  |  |  |
| |                                         |  |  |  |  |  |  |  |  |  |  |  |  |  |  |  |
| |                                         |  |  |  |  |  |  |  |  |  |  |  |  |  |  |  |
| | 23. Beatriz Pereira de Alvim            |  |  |  |  |  |  |  |  |  |  |  |  |  |  |  |
| |                                         |  |  |  |  |  |  |  |  |  |  |  |  |  |  |  |
| |                                         |  |  |  |  |  |  |  |  |  |  |  |  |  |  |  |
| | 1. Juan III de Portugal                 |  |  |  |  |  |  |  |  |  |  |  |  |  |  |  |
| |                                         |  |  |  |  |  |  |  |  |  |  |  |  |  |  |  |
| |                                         |  |  |  |  |  |  |  |  |  |  |  |  |  |  |  |
| | 24. Fernando I de Aragón                |  |  |  |  |  |  |  |  |  |  |  |  |  |  |  |
| |                                         |  |  |  |  |  |  |  |  |  |  |  |  |  |  |  |
| |                                         |  |  |  |  |  |  |  |  |  |  |  |  |  |  |  |
| | 12. Juan II de Aragón                   |  |  |  |  |  |  |  |  |  |  |  |  |  |  |  |
| |                                         |  |  |  |  |  |  |  |  |  |  |  |  |  |  |  |
| |                                         |  |  |  |  |  |  |  |  |  |  |  |  |  |  |  |
| | 25. Leonor de Castilla                  |  |  |  |  |  |  |  |  |  |  |  |  |  |  |  |
| |                                         |  |  |  |  |  |  |  |  |  |  |  |  |  |  |  |
| |                                         |  |  |  |  |  |  |  |  |  |  |  |  |  |  |  |
| | 6. Fernando II de Aragón                |  |  |  |  |  |  |  |  |  |  |  |  |  |  |  |
| |                                         |  |  |  |  |  |  |  |  |  |  |  |  |  |  |  |
| |                                         |  |  |  |  |  |  |  |  |  |  |  |  |  |  |  |
| | 26. Fadrique Enríquez                   |  |  |  |  |  |  |  |  |  |  |  |  |  |  |  |
| |                                         |  |  |  |  |  |  |  |  |  |  |  |  |  |  |  |
| |                                         |  |  |  |  |  |  |  |  |  |  |  |  |  |  |  |
| | 13. Juana Enríquez                      |  |  |  |  |  |  |  |  |  |  |  |  |  |  |  |
| |                                         |  |  |  |  |  |  |  |  |  |  |  |  |  |  |  |
| |                                         |  |  |  |  |  |  |  |  |  |  |  |  |  |  |  |
| | 27. Marina Fernández de Córdoba         |  |  |  |  |  |  |  |  |  |  |  |  |  |  |  |
| |                                         |  |  |  |  |  |  |  |  |  |  |  |  |  |  |  |
| |                                         |  |  |  |  |  |  |  |  |  |  |  |  |  |  |  |
| | 3. María de Aragón                      |  |  |  |  |  |  |  |  |  |  |  |  |  |  |  |
| |                                         |  |  |  |  |  |  |  |  |  |  |  |  |  |  |  |
| |                                         |  |  |  |  |  |  |  |  |  |  |  |  |  |  |  |
| | 28. Enrique III de Castilla             |  |  |  |  |  |  |  |  |  |  |  |  |  |  |  |
| |                                         |  |  |  |  |  |  |  |  |  |  |  |  |  |  |  |
| |                                         |  |  |  |  |  |  |  |  |  |  |  |  |  |  |  |
| | 14. Juan II de Castilla                 |  |  |  |  |  |  |  |  |  |  |  |  |  |  |  |
| |                                         |  |  |  |  |  |  |  |  |  |  |  |  |  |  |  |
| |                                         |  |  |  |  |  |  |  |  |  |  |  |  |  |  |  |
| | 29. Catalina de Lancaster               |  |  |  |  |  |  |  |  |  |  |  |  |  |  |  |
| |                                         |  |  |  |  |  |  |  |  |  |  |  |  |  |  |  |
| |                                         |  |  |  |  |  |  |  |  |  |  |  |  |  |  |  |
| | 7. Isabel I de Castilla                 |  |  |  |  |  |  |  |  |  |  |  |  |  |  |  |
| |                                         |  |  |  |  |  |  |  |  |  |  |  |  |  |  |  |
| |                                         |  |  |  |  |  |  |  |  |  |  |  |  |  |  |  |
| | 30. Juan de Portugal (=10)              |  |  |  |  |  |  |  |  |  |  |  |  |  |  |  |
| |                                         |  |  |  |  |  |  |  |  |  |  |  |  |  |  |  |
| |                                         |  |  |  |  |  |  |  |  |  |  |  |  |  |  |  |
| | 15. Isabel de Portugal y Braganza       |  |  |  |  |  |  |  |  |  |  |  |  |  |  |  |
| |                                         |  |  |  |  |  |  |  |  |  |  |  |  |  |  |  |
| |                                         |  |  |  |  |  |  |  |  |  |  |  |  |  |  |  |
| | 31. Isabel de Barcelos (=11)            |  |  |  |  |  |  |  |  |  |  |  |  |  |  |  |
| |                                         |  |  |  |  |  |  |  |  |  |  |  |  |  |  |  |
| |                                         |  |  |  |  |  |  |  |  |  |  |  |  |  |  |  |

## Muerte y sucesión
Desde 1539, el heredero al trono de Juan III era el príncipe Juan Manuel, casado con Juana de Austria, hija de Carlos I de España. Pero Juan fue un niño enfermizo y murió muy joven. Su esposa dio a luz dieciocho días después de su muerte a su hijo, Sebastián, quién finalmente heredó el trono de su abuelo a la edad de tres años.
| Predecesor: Miguel de la Paz | Príncipe heredero de Portugal 1502-1521 | Sucesor: Luis de Portugal |
| Predecesor: Manuel I         | Rey de Portugal y Algarves 1521-1557    | Sucesor: Sebastián I      |